# Apologia
Apologia – Centrum för kristen apologetik, tidigare CKA – Centrum för kristen apologetik och Credoakademin, är en ideell förening med syfte att förklara och försvara kristen tro. Apologia erbjuder kurser, distansutbildning, webbmaterial och föreläsningar. Apologia har också ett bokförlag som ger ut litteratur som försvarar den kristna läran, så kallad apologetisk litteratur.

## Historik
1992 grundade den kristna studentorganisationen Credo folkhögskolan Credoakademin. Den erbjöd en ettårig heltidsutbildning, med möjlighet till högskolepoäng. Syftet med utbildningen var att förstå samtiden och försvara kristen tro i förhållande till andra religioner och livsåskådningar, samt att bedriva bibelstudier. Utbildningen innehöll bland annat kurserna "Livsåskådningar i Sverige i dag", apologetik (försvar av kristen tro), västerländsk idéhistoria, själavård, teologisk etik, religionsfilosofi, religionsteologi, epistemologi, medvetandefilosofi, "sekter och nya religiösa rörelser" och bibelsyn.
Credoakademins bibelskola genomfördes i samarbete med Hagabergs Folkhögskola, Johannelunds teologiska högskola och NLA Mediehøgskolen Gimlekollen.
2009 startade studenter vid Credoakademin organisationen Apologia. Syftet var att uppmuntra till apologetik i Sverige, då främst genom att ordna konferenser.
2016 avslutades den sista folkskoleutbildningen och Credoakademin bytte namn till CKA – Centrum för kristen apologetik. Syftet var att bredda verksamheten till att omfatta hela den svenska kristenheten och inte bara studenter. Namnbytet gjordes för att tydliggöra att kopplingen till studentorganisationen Credo inte längre var allenarådande. Stefan Gustavsson, som var direktor för Credoakademin blev även direktor för CKA.
2017 slogs CKA och Apologia ihop och tog namnet Apologia – Centrum för kristen apologetik.

## Verksamhet
Apologia arbetar med tre olika områden.
- Hjälpa församlingar att bygga en apologetisk kultur vilket sker genom att erbjuda undervisning och samarbeta med lokala apologia-grupper.[1]
- Identifiera nästa generation av offentliga apologeter vilket sker genom att erbjuda mentorskap och personlig träning till den som har gåvan och är kallad till att vara apologet.[1]
- Apologetisk evangelisation, det vill säga att ge en övertygande presentation av kristen tro.[1]

Detta görs främst genom konferenser, distanskurser, webbmaterial, samt bokutgivning.

## Namnet Apologia
Namnet Apologia är hämtat från klassisk grekiska (ἀπολογία) och betyder "försvar, förklaring". Det finns bland annat med i den grekiska grundtexten för 1 Petrusbrevet 3:15, som föreningen hänvisar till i sitt "Om oss".

## Medarbetare
Apologia består av:
- Stefan Gustavsson, direktor
- Ray Baker
- Mats Selander
- Martin Helgesson
- Mats Wall, översättare
- David Kärrsmyr